# Liste der Träger des Verdienstordens des Landes Rheinland-Pfalz/2006
Im Jahr 2006 wurden folgende Personen mit dem Verdienstorden des Landes Rheinland-Pfalz geehrt:
| Ordensträger            | Lebensdaten | Wohnort             | Wirken                                                            |
| ----------------------- | ----------- | ------------------- | ----------------------------------------------------------------- |
| Gudrun Andres           |             | Schifferstadt       |                                                                   |
| Hans A. Becker          |             | Undenheim           |                                                                   |
| Hans Buchheim           | 1922–2016   | Mainz               | Historiker und Politikwissenschaftler                             |
| Hans Hermann Dieckvoß   | * 1939      | Kaiserslautern      | Jurist und Politiker (FDP)                                        |
| Werner Fuchs            |             | Bad Kreuznach       |                                                                   |
| Rudi Gutendorf          | 1926–2019   | Neustadt (Wied)     | Fußballspieler und -trainer                                       |
| Franz Hamburger         | * 1946      | Mainz               | Hochschullehrer und Pädagoge                                      |
| Herbert W. Hofmann      | * 1934      | Worms               | Sportfunktionär                                                   |
| Ulrich Kaltenbach       |             | Kaiserslautern      |                                                                   |
| Günter Leifheit         | 1920–2009   | Suvigliana          | Unternehmer                                                       |
| Alfons Nossol           | * 1932      | Opole               | römisch-katholischer Theologe und emeritierter Bischof von Oppeln |
| Evelyn Novak            |             | Bodenheim           |                                                                   |
| Pierre Pixius           |             | Brüssel             |                                                                   |
| Alfriedt Pohl           |             | Kaiserslautern      |                                                                   |
| Hans H. Reich           | 1939–2019   | Landau in der Pfalz | Germanist                                                         |
| Hans-Dieter Ritzenhofen |             | Münstermaifeld      |                                                                   |
| Inge Ritzenhofen        |             | Münstermaifeld      |                                                                   |
| Erwin Saile             |             | Kaiserslautern      |                                                                   |
| Elisabeth Sander        | * 1941      | Frechen             | deutsch-österreichische Psychologin                               |
| Siegfried Schuch        | * 1956      | Nierstein           | Naturschützer                                                     |
| Carl-August Seibel      | * 1958      | Hauenstein          | Unternehmer, Leiter der Josef Seibel Schuhfabrik                  |
| Hans-Joachim Spengler   |             | Speyer              |                                                                   |
| Maurice Thieffenat      |             | Dijon               |                                                                   |
| Wolfram Wittrock        |             | Kaiserslautern      |                                                                   |
| Harald Wolf             |             | Rümmelsheim         |                                                                   |